# Caragols a la llauna

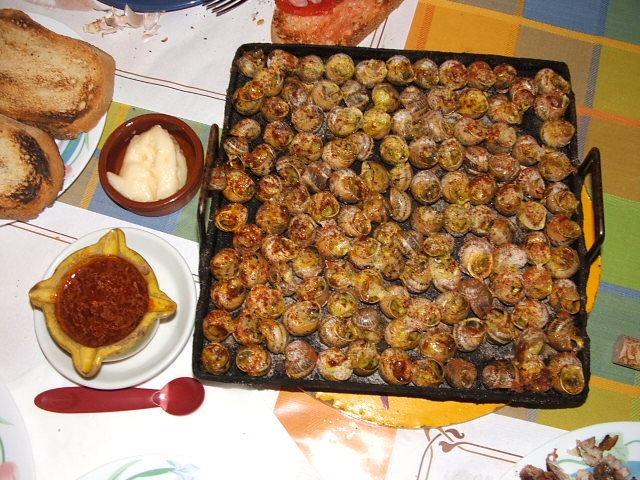
Caragols a la llauna

Caragols a la llauna é um prato típico da culinária da Catalunha, na Espanha, mais concretamente da Província de Lérida.  
Tal como a sonoridade do nome sugere, trata-se de um prato preparado com caracóis. Estes são cozidos e acompanhados com um molho picante. Existem outras variantes deste prato designadas como caragoladas, em língua catalã.
Desde 1980, é celebrada em Maio a chamada Reunião do caracol de Lérida (em Catalão: "Aplec del Cargol de Lleida"), na qual participam diversos grupos relacionados com o consumo de caracóis. É considerada uma festa de interesse turístico nacional e tradicional.